# SM UC-1
Le SM UC-1 (ou Unterseeboot UC-1) est un sous-marin allemand (U-Boot) de type UC I mouilleur de mines utilisé par la Kaiserliche Marine pendant la Première Guerre mondiale.

## Conception
Sous-marin allemand de type UC I, le SM UC-1 a un déplacement de 168 tonnes en surface et de 183 tonnes en immersion. Il avait une longueur totale de 33,99 m, une largeur de 3,15 m, et un tirant d'eau de 3,04 m. Le sous-marin était propulsé par un moteur diesel Daimler-Motoren-Gesellschaft à six cylindres et quatre temps, produisant 90 chevaux-vapeur (66 kW), un moteur électrique produisant 175 chevaux-vapeur (129 kW) et un arbre d'hélice. Il était capable de fonctionner à une profondeur de 50 mètres.
Le sous-marin avait une vitesse maximale en surface de 6,20 nœuds (11,48 km/h) et une vitesse maximale en immersion de 5,22 nœuds (9,67 km/h). Lorsqu'il est immergé, il peut parcourir 50 milles marins (93 km) à 4 nœuds (7,4 km/h) ; lorsqu'il fait surface, il peut parcourir 780 milles marins (1 440 km) à 5 nœuds (9,3 km/h). Le SM UC-1 était équipé de six tubes de mine de 100 centimètres, douze mines UC 120 et une mitrailleuse de 8 millimètres. Son équipage était composé de quatorze membres.
Le SM UC-1 a été commandé le 23 novembre 1914 comme le premier d'une série de 15 navires de type UC I (numéro de projet 35a, attribué par l'Inspection des navires sous-marins), dans le cadre du programme de guerre d'expansion de la flotte. Les dix premiers navires de ce type, dont l'UC-1, ont été construits dans le chantier naval Vulcan à Hambourg. Le chantier naval, qui n'avait aucune expérience préalable dans la construction de sous-marins, a estimé la durée de construction du navire à 5-6 mois, et pour respecter ce délai, il a dû arrêter la construction de torpilleurs.

## Affectations
Comme la plupart des sous-marins de sa classe, le SM UC-1 était sous le commandement de la U-Flotille Flanders, qui faisait partie du Marinekorps Flandern  (Corps des Marines flamands), et était déployé depuis Zeebruges.
- U-Flottille Flandern du 25 juin 1915 au 19 juillet 1917

## Commandement
- Oberleutnant zur See (Oblt.) Egon von Werner (de) du 7 mai 1915 au 13 avril 1916
- Oberleutnant zur See (Oblt.) Kurt Ramien du 14 avril 1916 au 31 août 1916
- Oberleutnant zur See (Oblt.) Heinrich Küstner du 1er septembre 1916 au 3 novembre 1916
- Oberleutnant zur See (Oblt.) Hugo Thielmann du 4 novembre 1916 au 16 décembre 1916
- Oberleutnant zur See (Oblt.) Oskar Steckelberg du 17 décembre 1916 au 7 janvier 1917
- Oberleutnant zur See (Oblt.) Hugo Thielmann du 8 janvier 1917 au 17 mars 1917
- Oberleutnant zur See (Oblt.) Walter Warzecha du 18 mars 1917 au 1er juin 1917
- Oberleutnant zur See (Oblt.) Christian Mildenstein du 2 juin 1917 au 19 juillet 1917

## Patrouilles
Le SM UC-1 a réalisé 80 patrouilles pendant son service actif.

## Navires coulés
Les mines mouillées par le SM UC-1 ont coulé 36 navires marchands pour un total de 55 869 tonneaux, 5 navires de guerre pour un total de 3 067 tonnes et a endommagé 9 navires marchands pour un total de 52 899 tonneaux au cours des 80 patrouilles qu'il effectua.
| Date               | Nom                 | Nationalité      | Tonnage | Destin    |
| ------------------ | ------------------- | ---------------- | ------- | --------- |
| 30 juin 1915       | HMS Lightning       | Royal Navy       | 320     | Coulé     |
| 14 juillet 1915    | Rym                 | Norvège          | 1 073   | Coulé     |
| 15 juillet 1915    | HMT Agamemnon II    | Royal Navy       | 225     | Coulé     |
| 30 juillet 1915    | Prince Albert       | Belgique         | 1 820   | Coulé     |
| 31 juillet 1915    | Galicia             | Royaume-Uni      | 5 922   | Endommagé |
| 8 août 1915        | Ben Ardna           | Royaume-Uni      | 197     | Coulé     |
| 14 août 1915       | Highland Corrie     | Royaume-Uni      | 7 583   | Endommagé |
| 9 septembre 1915   | Balakani            | Royaume-Uni      | 3 696   | Coulé     |
| 22 octobre 1915    | HMT Scott           | Royal Navy       | 288     | Coulé     |
| 9 novembre 1915    | Irene               | Royaume-Uni      | 543     | Coulé     |
| 27 novembre 1915   | Klar                | Royaume-Uni      | 518     | Coulé     |
| 3 décembre 1915    | Étoile polaire      | Royaume-Uni      | 278     | Coulé     |
| 24 décembre 1915   | HMT Carilon         | Royal Navy       | 226     | Coulé     |
| 24 décembre 1915   | Embla               | Royaume-Uni      | 1 172   | Coulé     |
| 18 janvier 1916    | Rijndam             | Pays-Bas         | 12 527  | Endommagé |
| 19 janvier 1916    | Leoville            | France           | 775     | Coulé     |
| 28 janvier 1916    | Perth               | Norvège          | 3 522   | Endommagé |
| 30 janvier 1916    | Maasdijk            | Pays-Bas         | 3 557   | Coulé     |
| 11 février 1916    | Alabama             | Norvège          | 891     | Coulé     |
| 25 mars 1916       | Duiveland           | Pays-Bas         | 1 297   | Coulé     |
| 27 mars 1916       | Empress of Midland  | Royaume-Uni      | 2 224   | Coulé     |
| 4 avril 1916       | Bendew              | Royaume-Uni      | 3 681   | Coulé     |
| 12 avril 1916      | Colombia            | Pays-Bas         | 5 644   | Endommagé |
| 20 avril 1916      | Lodewijk Van Nassau | Pays-Bas         | 3 350   | Coulé     |
| 2 mai 1916         | Fridland            | Suède            | 4 960   | Endommagé |
| 26 mai 1916        | El Argentino        | Royaume-Uni      | 6 809   | Coulé     |
| 18 juin 1916       | Mendibil-mendi      | Espagne          | 4 501   | Coulé     |
| 26 juin 1916       | Astrologer          | Royaume-Uni      | 912     | Coulé     |
| 26 juin 1916       | HMT Tugela          | Royal Navy       | 233     | Coulé     |
| 28 juin 1916       | Mercurius           | Royaume-Uni      | 129     | Coulé     |
| 30 juin 1916       | HMT Whooper         | Royal Navy       | 302     | Coulé     |
| 16 juillet 1916    | Alto                | Royaume-Uni      | 2 266   | Coulé     |
| 16 juillet 1916    | Mopsa               | Royaume-Uni      | 885     | Coulé     |
| 30 juillet 1916    | Claudia             | Royaume-Uni      | 1 144   | Coulé     |
| 11 août 1916       | F. Stobart          | Royaume-Uni      | 801     | Coulé     |
| 23 août 1916       | HMT Birch           | Royal Navy       | 215     | Coulé     |
| 27 août 1916       | HMD Ocean Plough    | Royal Navy       | 99      | Coulé     |
| 31 août 1916       | HMD Tuberose        | Royal Navy       | 67      | Coulé     |
| 1er septembre 1916 | Dronning Maud       | Norvège          | 1 102   | Coulé     |
| 4 septembre 1916   | Jessie Nutten       | Royaume-Uni      | 187     | Coulé     |
| 6 octobre 1916     | Lanterna            | Royaume-Uni      | 1 685   | Coulé     |
| 8 novembre 1916    | HMS Zulu            | Royal Navy       | 1 027   | Coulé     |
| 28 décembre 1916   | Torpilleur 317      | Marine nationale | 100     | Coulé     |
| 1er janvier 1917   | Sussex              | Royaume-Uni      | 5 686   | Endommagé |
| 15 janvier 1917    | Port Nicholson      | Royaume-Uni      | 8 418   | Coulé     |
| 11 mai 1917        | HMT Bracklyn        | Royal Navy       | 303     | Coulé     |
| 24 juin 1917       | HMS Kempton         | Royal Navy       | 810     | Coulé     |
| 24 juin 1917       | HMS Redcar          | Royal Navy       | 810     | Coulé     |